# 三浦光子
三浦 光子（みうら みつこ、1917年1月17日 - 1969年6月14日）は、日本の女優。

## 来歴
東京市牛込出身。
牛込余丁町小学校を卒業後に三崎英語学校を経て、大妻高等女学校（現・大妻中学校・高等学校）に進学した。1935年（昭和10年）日劇に入団、松竹の目に留まり、スカウトされる。1938年（昭和13年）松竹大船撮影所に入社する。
『蛍の光』（1938年）が第1回出演作品となり、デビューを果たした。以後松竹大船の映画作品に出演し、スター女優の一人に成長する。
戦後の1946年、米軍中尉日系二世と結婚し渡米、のち離婚。帰国後再び映画界に復帰する。
1961年、三浦充子と改名、1962年に引退した。引退後、事業家になる。
1969年6月14日、直腸がんで死去。

## 主な出演

### 映画
- 螢の光（1938年）
- 皇軍大捷の歌　永遠の感激（1938年）
- 或る女の道（1938年）
- 按摩と女（1938年）ハイキングの女
- 友情を盗む勿れ（1938年）
- 純情哀詩　宵待草（1938年）
- わが家に母あれ（1938年）
- 希望に立つ（1938年）
- 家庭日記（1938年）
- 女の友愛（1938年）
- 第一線の人々（1938年）
- 頑張り娘（1938年）
- まごころ繁昌記（1939年）
- 女性の戦ひ（1939年）
- 若い人の立場（1939年）
- 女こそ家を守れ（1939年）
- 結婚天気図（1939年）
- 大陸の花嫁（1939年）
- 続愛染かつら（1939年）
- あこがれ（1939年）
- 胸に咲く花（1939年）
- 母を讃へる歌（1939年）
- 素晴らしき哉彼女（1939年）
- 黒潮（1939年）
- 姉の秘密（1939年）
- 花嫁競争（1939年）
- 愛染かつら 完結篇（1939年）未知子の友人
- わが子の結婚（1939年）
- 新妻問答（1939年）
- 女の気持（1940年）
- 四季の夢（1940年）
- 信子（1940年）- 細川頴子、生徒
- 叩き出した幸福（1940年）
- 美しき隣人（1940年）
- 女性の覚悟　第一部　純情の花（1940年）
- 女性の覚悟　第二部　犠牲の歌（1940年）
- 家庭教師（1940年）
- 若草（1940年）
- 秘めたる心（1940年）
- 冬木博士の家族（1940年）
- 幸福な家族（1940年）
- 男への条件（1941年）
- 振袖御殿（1941年）
- 往きあふ人々（1941年）
- 結婚の理想（1941年）
- 心は偽らず（1941年）
- 元禄忠臣蔵 前篇（1941年）瑶泉院
- 新たなる幸福（1942年）
- 家族（1942年）
- 元禄忠臣蔵 後篇（1942年）瑶泉院
- 三人姉妹（1942年）
- 高原の月（1942年）
- 兄妹会議（1942年）
- 誓ひの港（1942年）
- 幽霊大いに怒る（1942年）
- 戦ひの街（1943年）
- 家に三男二女あり（1943年）
- むすめ（1943年）
- 母の記念日（1943年）
- 勝鬨音頭（1944年）
- 女性航路（1944年）
- 還って来た男（1944年）
- 不沈艦撃沈 （1944年）
- 伊豆の娘たち（1945年）
- そよかぜ（1945年）
- グランドショウ1946年（1946年）
- ニコニコ大会（1946年）
- 大曾根家の朝（1946年）娘 悠子
- 女性の勝利（1946年）
- 愛の先駆者（1946年）
- 最後の鉄腕（1947年）
- 飛び出したお嬢さん（1947年）
- 娘の逆襲（1947年）
- わが愛は山の彼方に（1948年）
- 肖像（1948年）
- 四人目の淑女（1948年）
- 白い野獣（1950年）
- 銭形平次捕物控　恋文道中（1951年）
- あばれ熨斗（1952年）
- 西陣の姉妹（1952年）
- 母山彦（1952年）
- 銭形平次捕物控　地獄の門（1952年）
- 天保水滸伝　利根の火祭（1952年）
- すっ飛び駕（1952年）
- 稲妻（1952年）次姉・屋代光子
- 二人の瞳（1952年）
- 銭形平次捕物控　からくり屋敷（1953年）
- 韋駄天記者（1953年）
- 朝焼け富士　前篇（1953年）
- 朝焼け富士　後篇（1953年）
- 憲兵（1953年）
- 大菩薩峠　甲賀一刀流の巻（1953年）
- 晴れ姿　伊豆の佐太郎（1953年）
- 大菩薩峠　第二部　壬生と島原の巻　三輪神杉の巻（1953年）
- 刺青殺人事件（1953年）
- 大菩薩峠　第三部　竜神の巻　間の山の巻（1953年）
- 素浪人奉行（1953年）
- 地雷火組（1953年）
- 鞍馬天狗と勝海舟（1953年）
- 片目の魔王（1953年）
- 神変あばれ笠 前篇（1953年）
- 神変あばれ笠 後篇（1953年）
- 若さま侍捕物帖 江戸姿一番手柄（1953年）
- 風雲八萬騎（1953年）
- 霧の第三棧橋（1953年）
- 純情社員（1953年）
- 忠治旅日記 喧嘩大鼓（1953年）
- 第二の接吻（1954年）
- 今宵ひと夜を（1954年）
- 恋慕笠（1954年）
- 血ざくら判官（1954年）
- 悪魔が来りて笛を吹く（1954年）
- 素浪人日和（1954年）
- 母の秘密（1954年）
- 爆笑天国　とんち教室（1954年）
- 暗黒街の脱走（1954年）
- 快傑まぼろし頭巾（1954年）
- 変化大名（1954年）
- 続変化大名（1954年）
- 一寸法師（1955年）
- 息子の縁談（1955年）
- のんき裁判（1955年）
- 青龍街の狼（1955年）
- 多羅尾伴内シリーズ　第八話　復讐の七仮面（1955年）
- 母水仙（1955年）
- わが名はペテン師（1955年）
- 飛龍無双（1955年）
- 東京魔天街（1955年）
- 名月佐太郎笠（1955年）
- 青い果実（1955年）
- 黒田騒動（1956年）
- 赤穂浪士 天の巻・地の巻（1956年1月15日、東映） - 大石りく
- 三つ首塔（1956年）
- 髑髏銭（1956年）
- 海の百万石（1956年）
- 母孔雀（1956年）
- 多情仏心（1957年）
- あらくれ（1957年）
- 素浪人忠弥（1957年）
- 花吹雪　鉄火纏（1957年）
- 多羅尾伴内 十三の魔王（1958年）
- 母つばめ（1958年）
- 恋愛自由型（1958年）
- 少年三国志 第一部（1958年）
- 少年三国志 第二部（1958年）
- 奴の拳銃は地獄だぜ（1958年）
- おこんの初恋 花嫁七変化（1958年）
- 旗本退屈男 謎の南蛮太鼓（1959年）
- 母しぐれ（1959年）
- べらんめえ探偵娘（1959年）
- べらんめえ芸者（1959年）
- ひばり十八番　弁天小僧（1960年）
- 銃を磨く男　深夜の死角（1960年）
- 鳴門秘帖 完結篇（1961年）
- お姫様と髭大名（1962年）
- 若い人（1962年）江波ハツ
- 裸の形（1964年）
- 恐るべき遺産（1963年）

### テレビドラマ
- 隠密剣士 第二部 忍法甲賀衆 第3話「忍法千鳥鳴」（1963年、TBS） - 大黒屋の仲居

## 関連書籍
- 文藝春秋編『女優ベスト150 わが青春のアイドル』（文芸春秋、1990年）